# Équipe d'Afrique du Sud de rugby à XV au tri-nations 1997
L'Équipe d'Afrique du Sud de rugby à XV au tri-nations 1997 est composée de 19 joueurs. Elle termine deuxième de la compétition avec 7 points, une victoire et trois défaites.

## Effectif

### Première ligne
- Os du Randt
- Naka Drotske
- Marius Hurter

### Deuxième ligne
- Mark Andrews
- Krynauw Otto

### Troisième ligne
- Ruben Kruger
- Gary Teichmann
- André Venter

### Demi de mêlée
- Joost van der Westhuizen

### Demi d'ouverture
- Henry Honiball